# Fucking Karma
Fucking Karma est le titre d´une série de bande dessinées écrite par Pacco, dont le premier tome est sorti le 9 février 2007.

## Description
Fucking Karma raconte l'histoire de trois français, amis d'enfance et ados attardés qui décident de partir pour 2 semaines sur la côte Ouest des États-Unis.
Cette bande dessinée est un road trip, dans le style "American Pie" ou "Wayne's World".

## Tomes
- Tome 1 : Los Angeles  (ISBN 2888901080)

Élevés à la culture Américaine (celle des menus XXL, de MTV), Vince, Pac et Toubib vont enfin pouvoir vivre leur rêve américain. Rêve qui se résume à un maximum de Californiennes.
Mais bien évidemment, tout ne va pas se passer comme prévu pour ces trois "adulescents". Ils vont vite se rendre compte que ce n'est pas parce qu'on est français qu'on est un "french lover", que ce n'est pas parce qu'on est Californienne qu'on est un mannequin de rêve, et surtout que ce n'est pas parce qu'on est amis qu'on ne peut pas s'engueuler !